# Skala Rømera
Skala Rømera (zapisywana skrótem °Rø) – skala termometryczna, opracowana w 1701 przez duńskiego astronoma Ole Rømera. Jest ona używana dość rzadko.
Temperatura wrzenia wody to 60 °Rø, a jej zamarzania 7,5 °Rø. Przypuszcza się, że oryginalnie Rømer przyjął za 0° temperaturę eutektycznej mieszaniny wody i lodu z chlorkiem amonu, która za jego czasów była stosunkowo łatwą do odtworzenia najniższą osiągalną temperaturą. W takim układzie temperatura zamarzania wody wynosiła w przybliżeniu 7,5 °Rø, i ta temperatura ostatecznie została przyjęta do kalibracji skali Rømera ze względu na powtarzalność i łatwość jej ustalenia.
Pierwotnie stopnie Rømera oznaczano symbolem °R, później zmieniono go na °Rø ze względu na częste pomyłki ze stopniami Rankine’a i Réaumura.
Na początku XVIII wieku prace Rømera na temat pomiarów temperatury studiował Gabriel Daniel Fahrenheit. W 1708 r. spotkał się on z Rømerem osobiście i przedyskutował z nim jego skalę. Później postanowił ją ulepszyć i po dodaniu szeregu zmian stworzył własną skalę – obecnie znaną jako skala Fahrenheita.

## Wzory przeliczeń na inne skale
Ze skali Rømera na skalę Celsjusza:
{\displaystyle T_{C}=(T_{Ro}-7{,}5)\cdot {\frac {40}{21}}.}
Ze skali Celsjusza na skalę Rømera:
{\displaystyle T_{Ro}=T_{C}\cdot {\frac {21}{40}}+7{,}5.}
Ze skali Rømera na skalę Fahrenheita:
{\displaystyle T_{F}=(T_{Ro}-7{,}5)\cdot {\frac {24}{7}}+32.}
Ze skali Fahrenheita na skalę Rømera:
{\displaystyle T_{Ro}=(T_{F}-32)\cdot {\frac {7}{24}}+7{,}5.}
Ze skali Rømera na skalę Kelvina:
{\displaystyle T_{K}=(T_{Ro}-7{,}5)\cdot {\frac {40}{21}}+273{,}15.}
Ze skali Kelvina na skalę Rømera:
{\displaystyle T_{Ro}=(T_{K}-273{,}15)\cdot {\frac {21}{40}}+7{,}5.}
Ze skali Rømera na skalę Rankine’a:
{\displaystyle T_{Ra}=(T_{Ro}-7{,}5)\cdot {\frac {24}{7}}+491{,}67.}
Ze skali Rankine’a na skalę Rømera:
{\displaystyle T_{Ro}=(T_{Ra}-491{,}67)\cdot {\frac {7}{24}}+7{,}5.}
Ze skali Rømera na skalę Réaumure’a:
{\displaystyle T_{Re}=(T_{Ro}-7{,}5)\cdot {\frac {32}{21}}.}
Ze skali Réaumure’a na skalę Rømera:
{\displaystyle T_{Ro}=T_{Re}\cdot {\frac {21}{32}}+7{,}5.}